# Dying Light 2: Stay Human
Dying Light 2: Stay Human is een computerspel ontwikkeld en uitgegeven door Techland. Het survival horrorspel is uitgekomen voor Windows, PlayStation 4, PlayStation 5, Xbox One en Xbox Series X/S op 4 februari 2022.
Een versie voor de Nintendo Switch is in ontwikkeling.

## Plot
15 jaar na de gebeurtenissen van het eerste spel probeert hoofdpersoon Aiden Caldwell namens zijn vriend Frank een diplomatieke ontmoeting te regelen tussen de facties van het stadsgebied en de "kolonel", die de waterwerken van een stuwmeer in zijn greep heeft. Wanneer de overeenkomst mislukt, staat de speler voor de keuze hoe verder te gaan.
Afhankelijk van de keuzes die de speler maakt op basis van de gekozen dialoogopties, zal de ontwikkeling van het verhaal variëren, waardoor Dying Light 2 meerdere keren opnieuw gespeeld kan worden.

## Spel
Dying Light 2 is een actierollenspel met survival-horrorelementen. In de apocalyptische open wereld kan de hoofdpersoon klimmen, glijden en van randen springen om op plaatsen in de stad te komen. Overdag houden de aanwezige zombies zich schuil, maar 's nachts komen ze de straten op en zijn dan agressiever. De open wereld speelt zich af in de fictieve stad Villedor, en is vier keer groter dan het eerste spel.
Het spel is hoofdzakelijk gericht op aanvallen met wapens van dichtbij. Deze wapens hebben een beperkte levensduur en kunnen worden versterkt met gevonden onderdelen. Er zijn ook andere wapens in het spel, zoals kruisbogen, hagelgeweren en speren.
Net als in het eerste deel ondersteunt Dying Light 2 ook een coöperatieve spelmodus met vier spelers.

## Ontvangst
| Recensiescore             | Recensiescore                 |
| Recensieverzamelaar       | Score                         |
| ------------------------- | ----------------------------- |
| Metacritic                | 77% (PC) 76% (PS5) 77% (XBSX) |
| Publicist                 | Score                         |
| Destructoid               | 7,5                           |
| Electronic Gaming Monthly | 3/5                           |
| Game Informer             | 9,5                           |
| GameSpot                  | 6                             |
| IGN                       | 7                             |

Dying Light 2 ontving positieve recensies. Men prees het gevechtsysteem, de parkourelementen en de grote open wereld. Kritiek was er op het verhaal en de stemacteurs. Er gingen in de eerste maand na uitgave ruim 5 miljoen exemplaren over de toonbank.
Op Metacritic, een recensieverzamelaar, heeft het spel een gemiddelde score van 76,6% voor alle platforms.

## Trivia
- Op dezelfde dag na uitgave is er door de ontwikkelaar een update uitgebracht waarin ruim 1000 problemen werden verholpen.
- In de eerste week na uitgave werd het spel door 3 miljoen spelers gespeeld.[2]